# Malé Vážky
Malé Vážky jsou chráněný areál v katastrálním území obce Červeník v okrese Hlohovec v Trnavském kraji na Slovensku. Území bylo vyhlášeno v roce 1986 a jeho rozloha je 3,49 hektaru. Předmětem ochrany jsou vodní společenstva.